# Mesra
Mesra è un comune dell'Algeria, situato nella provincia di Mostaganem.